# Івенешть (Муреш)
Івенешть, Івенешті (рум. Ivănești) — село у повіті Муреш в Румунії. Входить до складу комуни Лівезень.
Село розташоване на відстані 258 км на північний захід від Бухареста, 8 км на схід від Тиргу-Муреша, 86 км на схід від Клуж-Напоки, 122 км на північний захід від Брашова.

## Населення
За даними перепису населення 2002 року у селі проживали 306 осіб.
Національний склад населення села:
| Національність | Кількість осіб | Відсоток |
| -------------- | -------------- | -------- |
| румуни         | 154            | 50,3%    |
| угорці         | 107            | 35,0%    |
| цигани         | 45             | 14,7%    |

Рідною мовою назвали:
| Мова      | Кількість осіб | Відсоток |
| --------- | -------------- | -------- |
| румунська | 163            | 53,3%    |
| угорська  | 111            | 36,3%    |
| циганська | 32             | 10,5%    |